# Kissályi
Kissályi (románul: Șăulița) falu Romániában, Maros megyében.

## Története
Mezőméhes község része. A trianoni békeszerződésig Torda-Aranyos vármegye Marosludasi járásához tartozott.

## Népessége
2002-ben 132 lakosa volt, ebből 115 román és 17 cigány nemzetiségű.

## Vallások
A falu lakói közül 130-an ortodox hitűek.